# Irene Dionisio
Irene Dionisio, née à Turin le 22 octobre 1986, est une scénariste et réalisatrice italienne.
Ses travaux comprennent des installations vidéo, des longs-métrages et des documentaires. Elle explore des thèmes comme l'intégration ou la difficulté du dialogue interculturel, la crise sociale et économique, des troubles mentaux peu connus, la prostitution et les droits des travailleurs du sexe.

## Biographie
Après son diplôme en philosophie esthétique et sociale à l'Université de Turin, Irene Dionisio suit en 2010 le mastère de documentaires dirigé par Daniele Segre (it) et Marco Bellocchio, puis un mastère à l'Istituto Europeo di Design dirigé par Alina Marazzi.
En 2008, elle fonde avec d'autres personnes l'association Fluxlab consacrée à des projets artistiques et culturels.
En février 2017, elle devient la nouvelle directrice du festival du film gay et lesbien de Turin, prenant le poste de Giovanni Minerba, créateur et directeur du festival LGBT, qui en reste président.

## Filmographie partielle
- 2016 : Le ultime cose